# Marie Souvestre
Marie Claire Souvestre (ur. 28 kwietnia 1830 w Breście, zm. 30 marca 1905 w Surrey) – francuska pedagożka, feministka, tłumaczka i filantropka.

## Biografia
Urodziła się we Francji jako córka pisarza Émila Souvestre’a i Nanine Souvestre-Papot.
Dążyła do zapewnienia dziewczętom takiej samej edukacji, jaką otrzymywali chłopcy. Dlatego, wraz ze swoją partnerką Caroline Dussaut, założyła w 1863 szkołę dla dziewcząt Les Ruches („Pszczele ule”) w Fontainebleau. Caroline dysponowała pozwoleniami i uprawnieniami pozwalającymi otworzyć placówkę edukacyjną a Marie odpowiadała za sprawy organizacyjne. Uczennice pochodziły głównie z dobrze sytuowanych rodzin mieszczańskich i artystycznych.
Po rozstaniu z Dussaut wyjechała do Londynu, gdzie w 1870 założyła własną szkołę z internatem Allenswood Boarding Academy. Po jej śmierci w 1905 szkoła była prowadzona przez Paolinę Samaïę i przetrwała do 1950. Do jej uczennic należały między innymi Natalie Clifford Barney, Laura Clifford Barney, Eleanor Roosevelt i Dorothy Bussy.
Eleanor Roosevelt, działaczka praw obywatelskich i przyszła żona Prezydenta Franklina Delano Roosevelta, stała się jej protegowaną.
Była również ważną postacią ruchu LGBT. Obie szkoły prowadziła ze swoimi partnerkami życiowymi: Caroline Dussaut we Francji i Paoliną Samaïą w Anglii.
Jedna z jej uczennic, Dorothy Bussy, opisała swoje doświadczenia ze szkoły we Francji w książce Olivia, wydanej w 1949 przez Hogarth Press.